# Bridger Mountains (Wyoming)
Die Bridger Mountains sind eine Bergkette im Zentrum des US-Bundesstaates Wyoming. Sie sind Teil der Rocky Mountains und bilden eine Brücke zwischen den Owl Creek Mountains im Westen und dem südlichen Ende der Bighorn Mountains im Osten. Der Wind River durchquert den Wind River Canyon nördlich des Boysen Reservoirs zwischen den Owl Creek Mountains und den Bridger Mountains und wird auf der Nordseite der Berge zum Bighorn River. Der höchste Punkt des Gebirges ist der Copper Mountain mit einer Höhe von 2530 m. Die Bergkette entwässert sich nach Norden über Kirby Creek, Nowater Creek und Nowood River in den Bighorn River und nach Süden über Bridger Creek und Badwater Creek in den Wind River. Die Bridger Mountains liegen in den Counties Hot Springs und Fremont.
Benannt ist das Gebirge nach Jim Bridger, einem Trapper und Mountain Man und Wegbereiter des Bridger Trail durch die Berge im südlichen Wyoming bis zum Bighorn Basin.

## Belege
1. ↑  Peakbagger: Bridger Mountains. Abgerufen am 18. März 2021.
2. ↑  Peakbagger: Copper Mountain. Abgerufen am 18. März 2021.